# War Machine
War Machine és un personatge de ficció del món del còmic. War Machine és James Rhodes, exmercenari i exsoldat a la Guerra del Vietnam, on va conèixer Tony Stark, que anys després va ser Iron Man. La primera aparició d'aquest personatge va ser al còmic Iron Man, Vol. 1, número 118, el 1978 (amb data de portada gener de 1979).

## Biografia de ficció
James Rhodes treballava com a mercenari a Somàlia quan va ser cridat pels Estats Units per anar com a soldat a la guerra de Vietnam, on va conèixer Tony Stark, el futur Iron Man. Junts varen atacar una base de coets del Viet Cong i Stark li oferiria treballar per a ell en qualitat de pilot. Anys després acceptaria l'esmentada feina com a pilot a Indústries Stark i allà va ajudar tantes vegades Stark, que quan ell va passar per la seva segona crisi alcohòlica, Rhodes va ser l'escollit per portar l'armadura.
Durant un dels enfrontaments que Iron Man va tenir amb els guardaespatlles d'Obadiah Stane, representant peces d'escacs a causa de la passió de l'industrial per aquest joc de tauler, va ser sorprès davant del descobriment que un d'ells, Torre, era ni més ni menys que Rhodes que havia estat capturat i enverinat per la mossegada d'aranyes. Stark derrotaria tots els sequaços de Stane i porta amb rapidesa Rhodes a un hospital a fi de poder tractar-lo. Durant la seva estada allà, homes de Stane el van visitar amb la intenció d'assassinar-lo però va aconseguir escapar. Stark que desconeixia aquest fet, aclaparat per diferents problemes torna a beure.
Aprofitant aquest fet i l'enorme endeutament de la Stark Internacional, Obadiah Stane s'apodera de l'empresa, la rebateja com Stane Internacional i n'expulsant Stark. La major part dels empleats fidels a Stark van dimitir dels seus llocs no gaire tard, entre ells el mateix Rhodes, Yvette Avril i la seva secretària executiva Bambi Arbogast. Rhodes ja exercia tot aquell temps temps el paper d'Iron Man davant de les contínues borratxeres de Stark. Per evitar que ni Stane ni SHIELD no es lucressin amb la tecnologia desenvolupada per Tony, va destruir totes les armadures fabricades a excepció de la que ell mateix duia en aquell moment (el model Mark V).
A partir d'aquell moment els camins dels dos amics es van separar, ja que Rhodey va començar l'aprenentatge per fer-se un digne successor del llegat d'Iron Man sota la tutela tècnica d'un parell de genis científics, els Germans Erwin (Morley i Clytemnestra).
Encara de principiant, es va desfer d'enemics com el Mandarí, Kang o el Zodíac, i va participar en les Secret Wars viatjant al Món-Batalla al costat de molts altres herois. Mentrestant Stark, convertit en un rodamón durant mesos, va reeixir deixar de beure i replantejar-se la seva vida.
Des de llavors en endavant, Rhodes, Stark i els Germans Erwin van començar una nova vida. Se'n van cap a Los Angeles i hi creen una nova empresa d'electrònica, Circuits Màxims. A continuació, Rhodey esdevé un dels fundadors dels Venjadors Costa Oest en el seu debut com a equip i enfrontanta Gravitó. La major part d'aquest grup creia erròniament que aquest Iron Man era l'original però Rhodes no va dubtar en desemmascarar-se davant d'ells després d'haver combatut junts. No obstant això la seva pertinença a aquest grup va ser breu a causa de les ferides sofertes en una explosió.
Durant un temps Rhodes continuaria exercint el paper d'Iron Man, mentre Tony s'ocupava d'assessorar-lo amb els problemes tècnics. Malgrat haver deixat la beguda, Stark no volia tornar a posar-se l'armadura i Rhodey tampoc no estava per la tasca de tornar-la-hi al seu legítim propietari. Així, al cap de poc Rhodes va començar a patir unes estranyes migranyes produïdes pel sentiment de culpa que li produïa portar una cosa que sabia que era de Stark. Així, es va enfrontar Stark en una batalla entre armadures que s'acabat amb la victòria de Stark. Jim va deslliurar-se de les migranyes amb l'ajuda de Shaman, d'Alpha Flight, a costa de perdre l'armadura.
Mentrestant Stane havia esbrinat que Stark era l'Iron Man original, a més de deduir que l'actual havia de ser o Rhodes o un dels Germans Erwin. Aliat amb Madame Màscara va tenir també coneixement que havia deixat de beure i tornat als negocis. Entossudit a acabar amb Iron Man, Stane envia el seu Destructor de Circuits que van enfrontar en equip quan Rhodes i Stark vestieen una armadura que havia estat utilitzant per provar noves idees.
Finalment Rhodes acabaamb l'esmentat enemic però Stane continuael seu particular vendetta contra Stark i ordena capturar diversos coneguts del mateix Pepper Potts, Bambi Arbogast, Timothy Anders i fins i tot Happy Hogan. Rhodey aconsegueix impedir aquestes captures. Enfurismat, Stane col·loca una bomba a l'empresa Circuits Màxims que mata Morley i fereix Rhodes. Aquest incident provoca que Stark reaccioni i torni a exercir el seu paper d'Iron Man, amb una armadura d'un nou disseny.
Després de les segones Stark Wars, Tony va semblar haver mort i deixa a Jim una nova armadura blanca i grisa que havia desenvolupat. El posa al capdavant d'Indústries Stark. A Jim no li agradava però ho va acceptar per respecte a un difunt, quan Stark va tornar Jim es va sentir traït pel seu millor amic, que l'havia deixat en una situació totalment incòmoda per a ell. Jim emportar l'armadura de Màquina de Guerra, ja que Stark no li va impedir i se'n va anar als Venjadors Costa Oest en l'última etapa abans de separar-se del grup. Rhodes en la seva identitat de Màquina de Guerra actuaria com a aliat ocasional tant dels Venjadors com de Força de Xoc, sense unir-se a cap dels dos grups.
Quan l'armadura de Telepresència Neuromimètica de Stark va ser literalment partida en dos per Ultimo, Stark va estar a punt de morir a causa de la retroalimentació. Ja que Stark no estava en condicions de parar l'enorme robot, Rhodes es va posar mans a l'obra reunint Bethany Cabe, Michael O'Brien, Eddie March, Happy Hogan i Clayton Wilson amb la intenció que s'enfundessin versions prèvies de l'armadura d'Iron Man, formant una Legió de Ferro que detingués Ultimo. L'experiència va ser desastrosa i Stark vestint la seva nova armadura modular va solucionar el problema.
Temps després s'implica en una guerra civil a Imaya a l'Àfrica. Rhodes acaba arreglant les seves desavinences amb Stark i després de viatjar al passat, perd l'armadura en el corrent temporal. La substitueix per una de naturalesa alienígena, el Vestit de Combat Eidolón. Després del desastre d'Onslaught, Rhodes introdueix l'armadura alienígena als ordinadors de Stark Solutions per impedir que la Fujikawa faci servir la tecnologia de l'armadura d'Iron Man amb altres finalitats.
Després d'això es va retirar.
Rhodes clou la seva època de defensor del bé i funda una companyia dedicada a recuperar tresors. Li reeix trobar el desaparegut escut del Capità Amèrica en una època en què el Capi el va perdre i es va veure obligat a buscar nous objectes per a substituir-lo. A continuació Rhodes es dedica a la investigació de la identitat del nou Màquina de Guerra, un mercenari a sou de Sunset Bain que engrosseix les files d'enemics d'Iron Man. Aquest va resultar ser Parnell Jacobs en trobar l'armadura de Rhodey esdevé operatiu a sou de l'empresa Baintronics.
En els últims temps, Rhodes es veu obligat a declarar-se en fallida i, a petició de Tony Stark, els seus serveis van ser contractats per l'Oficina de Seguretat Nacional per oficiar d'Instructor de Combat per als pilots que concuieixen les unitats Sentinelles que el mateix Stark havia modificat a la manera d'armadures.
Malgrat que la intolerància al racisme de Rhodes, li va fer sospitar de l'oferta inicialment pel tractament que l'entitat dispensava als mutants, li va agradar el concepte de la Llei de Registre de superhumans, ja que no diferenciava entre mutants i un altre tipus d'individus Super poderosos.
Recentment, Rhodes resultaria ferit pels Dora Milaje (la guàrdia personal de Pantera Negra), quan estant de visita diplomàtica els Reis de Wakanda (T'Challa i Ororo Munroe), un oficial del Departament d'Estat va intentar obligar Tempesta a registrar-se.
Actualment Rhodes exerceix de Comandant de Camp a Camp Hammond dins del Programa d'Entrenament de la Iniciativa dels Cinquanta Estats.